# 西奥多·德莱赛
西奥多·赫曼·阿尔伯特·德莱赛（英語：Theodore Herman Albert Dreiser，1871年8月27日—1945年12月28日），是一位以探索充满磨难的现实生活著称的美国自然主义作家，他是美国现代小说的先驱和代表作家，被认为是同海明威、福克纳并列的美国现代小说的三巨头之一。

## 生平
他出生在印地安纳州特雷霍特的一个德裔美国人家庭。著名的词作者保罗·德莱赛(Paul Dresser)(1859年-1906年)是他的哥哥。在1889年-1890年间，西奥多在由于考试不及格退学之前一直就读于印地安纳大学布卢明顿分校。不出几年，他开始为芝加哥环球报(Chicago Globe)撰稿，然后是圣路易斯环球---民主党报(St. Louis Globe-Democrat)。1892年，他与莎拉·怀特(Sara White)结婚。虽然他们在1909年分开，却一直没有正式离婚。

### 写作生涯

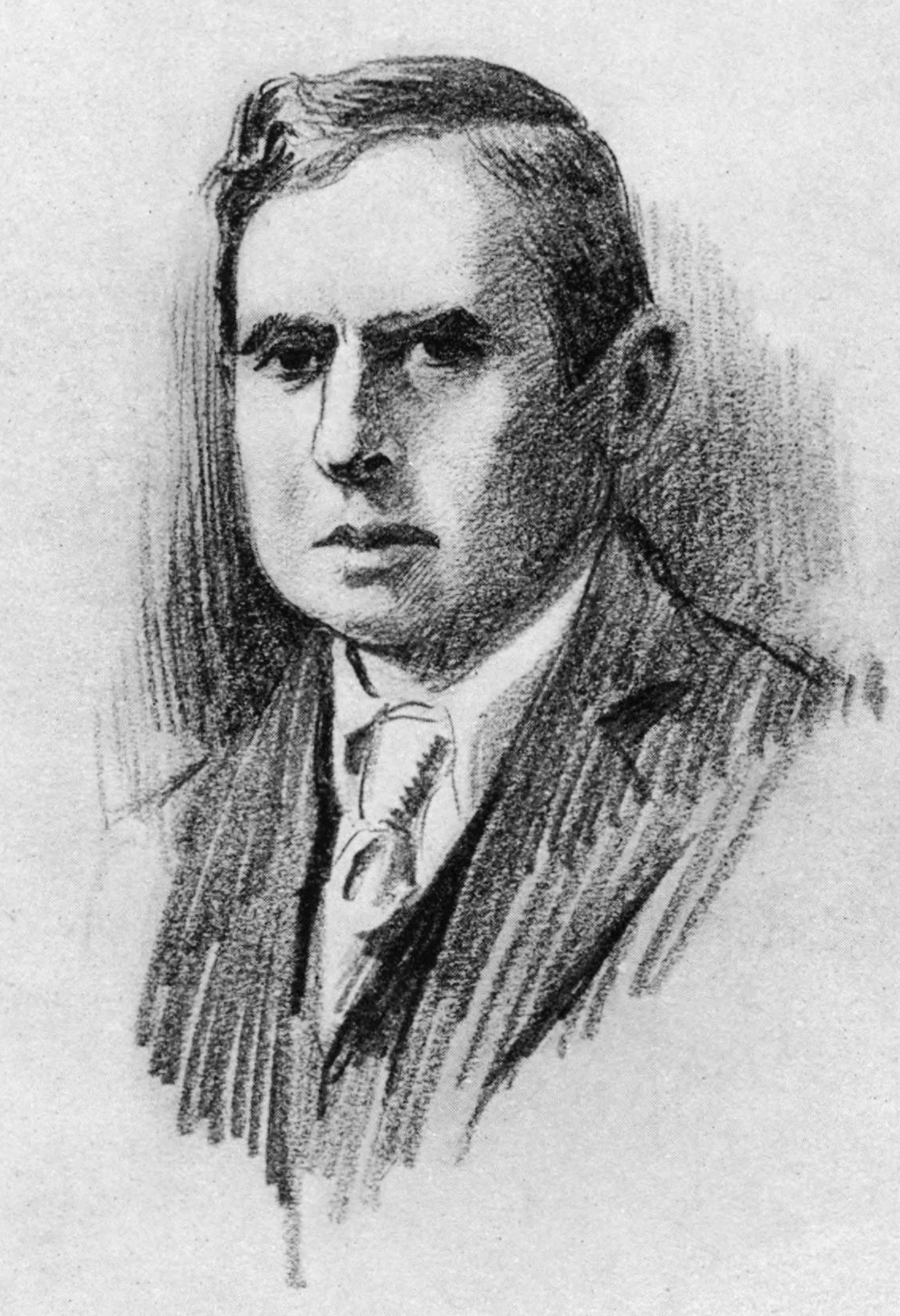
1910年代的德莱赛

他的第一部小说是1900年的《嘉莉妹妹》(Sister Carrie)，讲述了一个青年女子逃离乡村生活奔向芝加哥追求幸福生活的故事，展现了年轻女性在成长中的渐渐独立(不再依靠男人养活，靠自己的能力付出而生活)和觉醒(金钱和物质享受并不等于幸福)的过程。發行上并没有花力气推广此书，因此销量不佳。
德莱赛此后开始编辑女性杂志，一直到1910年由于办公室恋情不得不辞去工作。他的第二本小说《珍妮姑娘》 (Jennie Gerhardt)于1911年发表，描写穷姑娘珍妮和富家子弟莱斯特相爱、后来孤独一生的惨状，作品对照鲜明、生动刻画了美国社会中的贫富悬殊的状况。德莱赛许多随后的小说都探讨社会不公现象。
他的第一部取得商业成功的小说是《美国的悲剧》(An American Tragedy) (1925)，也是他艺术创作的高峰。它展示了对20世纪初美国人经历的深刻理解、无止境的欲望和普遍的幻灭感。作品通过描写穷教士子克莱特·格里菲斯为追逐金钱、地位而堕落为故意杀人犯的故事，揭示利己主义恶性膨胀的严重后果，更揭露了金钱至上的生活方式对人性的毒害。这部作品使他的声望盛极一时，并分别于1931年及1951年拍摄成电影。
其他的作品包括欲望三部曲 (Trilogy of Desire)：金融家(The Financier)(1912年)，巨人(The Titan)(1914年)，及斯多葛派(The Stoic)(于1947年死后完成)。这三部曲的中心人物是金融巨头柯帕乌，描写了他从南北战争开始从一个普通的经纪人发展成百万富翁，作品从19世纪中叶写到20世纪初，从美洲大陆写到欧洲大陆，在广阔的空间和时间里，生动而深刻地描绘了美国的历史风貌。
在1935年印地安纳州Warsaw地区图书馆理事下令将德莱赛所有著作烧毁。
1917年后德莱赛思想开始倾向共产主义，并于1928年应邀访问苏联，1945年8月加入美国共产党，同年12月28日逝世。
德莱赛的作品充满长句，对细节有着极大的关注。由于他的作品探讨社会地位及人们对物欲的追求，他作品的现实主义风格及对细节的描写有力地烘托了主题。值得注意的是，德莱赛并不以他的风格著称，而是他作品的现实性，他笔下人物性格的发展变化以及他对美国生活的看法使他闻名。

## 小说列表
| 出版年份 | 英文名              | 中文名     | 备注               |
| -------- | ------------------- | ---------- | ------------------ |
| 1900     | Sister Carrie       | 嘉莉妹妹   | 20世紀百大英文小說 |
| 1911     | Jennie Gerhardt     | 珍妮姑娘   |                    |
| 1912     | The Financier       | 金融家     | 欲望三部曲         |
| 1914     | The Titan           | 巨人       | 欲望三部曲         |
| 1915     | The Genius          | 天才       |                    |
| 1925     | An American Tragedy | 美国的悲剧 | 20世紀百大英文小說 |
| 1946     | The Bulwark         | 堡垒       |                    |
| 1947     | The Stoic           | 斯多葛     | 欲望三部曲         |